# Théodore de Bauffremont-Courtenay
 (décembre 2014).
Si vous disposez d'ouvrages ou d'articles de référence ou si vous connaissez des sites web de qualité traitant du thème abordé ici, merci de compléter l'article en donnant les références utiles à sa vérifiabilité et en les liant à la section « Notes et références ».
Théodore de Bauffremont-Courtenay, prince-duc de Bauffremont, il est né le 22 décembre 1793 à Madrid et est décédé le 22 janvier 1853 à Paris.
Épouse en 1819, Anne Élizabeth Laurence de Montmorency (1802-1860), fille d'Anne Charles, duc de Montmorency et de Caroline de Goyon-Matignon.
Colonel de cavalerie en 1824. Il fut un soutien actif de la duchesse de Berry et devint aide de camp du duc de Bordeaux.